# Samuel Teuber
José Samuel Teuber Coser (Chuquicamata, 13 de febrero de 1987) es un exfutbolista chileno, que juega como delantero. Su último equipo fue Santiago Morning. Es hermano del también futbolista, Marcelo Teuber.
Las divisiones menores las realizó en la Universidad Católica, para luego saltar a Deportes Puerto Montt donde finalmente debuta en Primera. Fue uno de los pocos jugadores que se destacaron en el descenso de Provincial Osorno a la Primera B.
Fue seleccionado nacional Sub-20, quedando excluido de la última nómina de la selección que disputó la Copa Mundial Sub-20 de 2007 en Canadá, en donde Chile quedó en un histórico 3.er lugar.

## Clubes
| Club                  | País   | Año       |
| --------------------- | ------ | --------- |
| Deportes Puerto Montt | Chile  | 2004      |
| Instituto Nacional    | Chile  | 2006      |
| Everton               | Chile  | 2007      |
| Provincial Osorno     | Chile  | 2008      |
| O'Higgins             | Chile  | 2009-2010 |
| US Grosseto           | Italia | 2011      |
| O'Higgins             | Chile  | 2011-2012 |
| Palestino             | Chile  | 2012      |
| Santiago Morning      | Chile  | 2013      |